# Tonga Fifita
Tonga ʻUliʻuli Fifita (* 3. Februar 1959 in Nukuʻalofa, Tonga) ist ein ehemaliger tongaischer Wrestler und Sumōringer, der unter den Ringnamen Haku und Meng für die beiden größten nordamerikanischen Wrestlingorganisationen, die WWF (heute WWE) und die WCW aktiv war.
Sein größter Erfolg war der Erhalt des WWF-World-Tag-Team-Titels im Team mit André the Giant.

## Leben

### Sportlicher Hintergrund/Anfänge
Fifita wurde im Alter von 14 Jahren zusammen mit sechs weiteren Jugendlichen, darunter auch Sione Vailahi, der später unter dem Namen „The Barbarian“ ebenfalls als Wrestler bekannt wurde, von Taufaʻahau Tupou IV., dem König von Tonga, ausgewählt, um in Japan das Sumoringen zu erlernen. 1974 zog er schließlich nach Japan und bekam dort den Kampfnamen Fukonoshima. Er erreichte die Makushita-Division, als 1975 sein Mentor und Leiter seines Heya starb. Durch einen Streit mit dessen Nachfolger, wurde er zusammen mit den anderen Jugendlichen 1976 vom Japanischen Sumoverband zum Rücktritt gezwungen. Er verließ den Sumosport mit einer Statistik von 48–25–4.
1978 hatte er eine kleine Rolle als Wrestler im Film Vorhof zum Paradies von Sylvester Stallone.
Durch die beiden ehemaligen Sumotori Takashi Ishikawa und Genichiro Tenryu kam Fifita zum Wrestling. Fifita machte seine ersten Schritte bei All Japan Pro Wrestling, wo er von Giant Baba, dem Gründer der Liga selbst, trainiert wurde und dort seinen Wrestlingstil entwickelte. Als weiterer Trainer war dort Peter Maivia tätig. 1980 ging er nach Kanada und wurde für die International Wrestling Promotion als Tonga Fifty und später als Prince Tonga verpflichtet. Es folgten Einsätze in verschiedenen Territorien der National Wrestling Alliance (NWA) und bei Championship Wrestling from Florida. In Tennessee durfte er mit dem NWA World 6-Man Tag Team Championship zusammen mit George Gulas und Ken Lucas seinen ersten Titel gewinnen. Sein erster Einzeltitel wurde die NWA Hawaii Heavyweight Championship bei Mid-Pacific Promotions auf Hawaii.
Weitere Stationen waren Mid-South Wrestling und NWA Big Time Wrestling.
1980 kehrte er nach Japan zurück, wo er für All Japan Pro Wrestling antrat. Während er in den Vereinigten Staaten vor allem als Lowcarder eingesetzt wurde, gelang ihm in Japan der Durchbruch. Er galt als einer der besten Gaijin, wie ausländische Wrestler in Japan genannt werden Er kämpfte dort gegen einige der besten Wrestler der damaligen Zeit, darunter Ricky Steamboat, Billy Robinson, Harley Race, Jack Brisco und Bruiser Brody. Als „stiff worker“ (ein Slangausdruck für jemanden, der harte Schläge austeilt, um das Wrestling realistischer zu gestalten), fand er seinen Weg ins Hardcore-Wrestling in einer Fehde gegen den berüchtigten Abdullah the Butcher.
Seit 1982 trat er als King Tonga an. Es folgten weitere Engagements, unter anderem für Carlos Colóns Capital Sports Promotion 1984 verließ er die AJPW und arbeitete für die kanadische Promotion Lutte Internationale in Montreal. Dort wurde er als unbesiegbarer Kämpfer und Top-Heel eingesetzt, der mit Dino Bravo um den World Heavyweight Title der American Wrestling Association (AWA) kämpfte. Auch eine Fehde mit Rick Martel um den gleichen Titel gehörte zu seinen Erfolgen.
Ab dem Februar 1986 arbeitete er in der AWA, wo er unter anderem gegen Sgt. Slaughter, Greg Gagne, Jerry Blackwell und Jim Brunzell antrat. Der AWA gelang es jedoch nicht, Fifita längerfristig an sich zu binden.

### World Wrestling Federation/World Championship Wrestling
1985 konnte Fifita einen Vertrag mit der damaligen World Wrestling Federation (WWF) abschließen, nachdem er bereits 1982 einige Tryout-Matches hatte. Er begann zunächst als Einzelwrestler. Sein erstes TV-Match hatte er bei WWF on NESN gegen Rene Goulet, gefolgt von einem Sieg über Gino Carabello bei WWF Championship Wrestling. Da die WWF einen laufenden Vertrag mit Lutte International hatte, durfte er auch dort weiter antreten. Häufig arbeitete er mit Ricky Steamboat in Tag-Team-Matches zusammen, hatte aber auch einige Einzelmatches.
Im April 1986 trat er bei WrestleMania 2 in einer Battle Royal gegen mehrere Spieler der NFL an, die André the Giant gewinnen durfte. Anschließend wurde er zum Mid-Carder aufgebaut und hatte eine Fehde gegen das Stable um Heel-Manager Bobby Heenan und insbesondere einige Matches gegen Big John Studd. Bei einem Contest durfte er diesen mit einem Bodyslam ausheben. Dennoch kam er nicht wirklich voran.
Doch anstelle der erwarteten Karriere als Einzelwrestler schloss man Fifita mit Sam Fatu zu einem Tag Team zusammen, das den Namen The Islanders trug. Fatu und Fifita erhielten als Ringnamen Tama und Haku. Sie wurden als Babyfaces eingesetzt und durften gegen The Hart Foundation, The Dream Team (Greg Valentine und Brutus Beefcake) sowie die Moondogs antreten. Auf Initiative von Bobby Heenan wurde das Duo schließlich als Heels eingesetzt, was zu einer höheren Popularität führte. Titelchancen verwehrte man dem Team jedoch. Ihren größten Auftritt hatte das Tag-Team bei WrestleMania IV in einer Fehde gegen The British Bulldogs (Davey Boy Smith und Dynamite Kid).
Als Fatu 1988 die WWF verließ, ließ man Fifita schließlich als Einzelwrestler auftreten. Nach einer echten Erkrankung von Harley Race, dem Sieger des zweiten King-of-the-Ring-Turniers, wurden Krone und Robe an Fifita übergeben und er nahm mit dem „König-Gimmick“ sein altes Gimmick wieder auf. Er erhielt den Ringnamen King Haku und durfte eine Fehde gegen Randy Savage bestreiten. Als Midcarder folgte dann eine Fehde gegen Jim Duggan, der seine „Regentschaft“ beendete.
1989 erfolgte erneut ein Gimmickwechsel und Fifita wurde nun zum Tag-Team-Partner des gesundheitlich angeschlagenen André the Giant gemacht. Als Colossal Connection erhielten beide im Dezember desselben Jahres die WWF-World-Tag-Team-Titel gegen Demolition. Da sich Andrés Gesundheitszustand verschlechterte und Bösewichte meist nur als Übergangstitelträger eingesetzt wurden, mussten sie die Titel bei Wrestlemania VI im April 1990 wieder an Demolition abgeben.
In den folgenden Jahren trat Fifita in der mittleren bis unteren Kampfkarte, bisweilen als Team-Partner von The Barbarian auf, bis er schließlich zur WCW wechselte. Zudem durfte er 1990 in der japanischen Superpromotion Wrestling Summit antreten, die aus WWF, der AJPW und New Japan Pro-Wrestling bestand. Später durfte er wieder mit The Barbarian in der japanischen Promotion Super World Sports (SWS), die der neue Japan-Partner der WWF wurde, ein Team bilden. Obwohl er weiterhin auch bei der WWF zu sehen war, trat er vor allem in Japan an. Die Auftritte bei der WWF endeten mit dem Royal Rumble 1992. er verließ anschließend die Promotion, da er keine Zukunft für sich dort sah.

### World Championship Wrestling
Nach dem Ende der SWS trat Fitita zunächst in verschiedenen japanischen und mexikanischen Ligen an, wechselte dann jedoch zu World Championship Wrestling, wo er unter dem neuen Namen Meng auftrat. Er wurde in ein Fehdenprogramm mit Sting eingebunden.
1995 wurde er der Gruppierung Dungeon of Doom hinzugefügt und innerhalb dessen bildete er das Tag Team The Faces of Fear mit dem mittlerweile ebenfalls zur WCW gewechselten Barbarian. Fifita bekam dabei immer mehr das Gimmick eines brutalen Wilden, was später mit einer Serie von Squash-Solo-Matches verdeutlicht wurde.
Ab Ende 1999 wurde er in das Geschehen um den neu eingeführten WCW-Hardcore-Titel einbezogen, den er 2001 auch erringen durfte. Fifita war der letzte WCW-Hardcore-Champion. Ihm gelang der Coup, kurz vor dem Ende der Promotion zur WWF zu wechseln und seinen Titel mitzunehmen. So trat er beim Royal Rumble 2001 als Überraschungsgast auf.

### World Wrestling Federation/Independent
Fifita kehrte als Haku in die WWF zurück und bildete später ein kurzlebiges Tag Team mit Rikishi. In der Folgezeit spielte Fifita keine prominente Rolle mehr und verließ die WWF. Nachdem Fifita bis 2004 in verschiedenen Independent-Ligen, zuletzt bei der japanischen New Japan Pro-Wrestling angetreten war, beendete er seine aktive Karriere. Er blieb dem Business, insbesondere NJPW, aber weiterhin verbunden und tritt bei verschiedenen Independent-Veranstaltungen auf. Sein letzter großer Auftritt bei NJPW war ein Teil einer Attacke auf den Bullet Club 2018. Eines seiner letzten Matches war ein Auftritt bei ICW No Holds Barred gegen den Hardcore-Wrestler SHLAK im Alter von 61 Jahren.

## Privatleben
Fifita ist verheiratet mit Dorothy. Sie haben zusammen einen Sohn und eine Tochter sowie zwei adoptierte Söhne. Sein Cousin ist Tatafu Polota-Nau, ein professioneller Rugbyspieler. Fifita war Trauzeuge seines Neffen „The Rock“ Dwayne Johnson. Heute arbeitet Fifita für ein Toyota Autohaus in Kissimmee, Florida. Seine Söhne Hikuleʻo, Alipate und Tevita sind ebenfalls alles Wrestler, die letzten beiden sind sehr erfolgreich als Tama Tonga und Tanga Loa im Tag Team Guerrillas of Destiny bei New Japan Pro-Wrestling unterwegs.

## Bedeutung
Tonga Fitita gilt im Wrestling-Business als einer der härtesten Wrestler aller Zeiten, der auch in der Lage wäre, in einem echten Kampf zu bestehen. Viele Kollegen, darunter auch Hulk Hogan und Vader, äußerten sich sehr respektvoll gegenüber Fitita. Er war bekannt dafür, auch außerhalb des Rings keine Konfrontation zu scheuen. So gibt es eine Reihe von Anekdoten, Gerüchten und Augenzeugenberichten aus seiner aktiven Zeit, die von Kollegen wie Kevin Sullivan, Rick Steiner, Bobby Heenan und Shane Douglas, aber auch Fitita selbst berichtet wurden.
Am bekanntesten wurde ein Zwischenfall, der sich am Baltimore Airport 1989 ereignete, als Fitita in eine Auseinandersetzung mit einem Gast in einer Bar geriet, der Wrestling als „fake“ bezeichnete. Während der anschließenden Schlägerei biss er einem seiner Kontrahenten die Nase ab. Er wurde anschließend auf eine Million US-Dollar Schadensersatz verklagt.
Eine weitere Geschichte handelt von Edward Leslie, der sich beim WWF-Management über den harten Stil von Fitita beschwerte. Als Fitita davon hörte, stellte er ihn in der Dusche zur Rede und begann ihn hochzuheben und zu würgen. Hulk Hogan soll den Streit geschlichtet haben.
Eine eher als Mythos geltende Geschichte war eine Auseinandersetzung mit dem Wrestler Jesse Barr. Dieser soll zusammen mit Fitita unterwegs einem Mann Dreck übergeworfen haben, als dieser Gräben aushob. Fitita soll ihm auf Grund des respektlosen Verhaltens gegenüber einem Arbeiter daraufhin das Auge herausgedrückt haben. Diese eher urbane Legende verbreitete sich bis zur Behauptung, dass der Wrestler den Rest seiner Karriere mit Glasauge wrestlen musste. Tatsächlich hat sich die Geschichte laut Fitita so zugetragen, nur das er vor dem Herausholen des Auges abgebrochen habe.
Trotz dieses harten Images gilt er aber auch als erfahrener Veteran des Business und wird von seinen Kollegen auch wegen seiner Umgänglichkeit und Ehrlichkeit geschätzt.

## Wrestlingtitel
| Vorgänger: Dino Bravo | Erste | Nachfolger: Dino Bravo |

| Vorgänger: Erlangten die Titel in einem Turnierfinale | Partner: Richard Charland | Erste | Nachfolger: The Rougeau Brothers Ray Rougeau & Jacques Rougeau Jr. |

| Vorgänger: Hans Schroeder | Erste | Nachfolger: Wildman Austin |

| Vorgänger: Tojo Yamamoto, Great Togo & David Schultz | Partner: George Gulas & Ken Lucas | Erste | Nachfolger: Fifita verließ die Region und die Titel wurden vakantiert. |

| Vorgänger: Fifita und sein Partner gewannen ein Turnier, um erste Titelträger zu werden | Partner: Yoshiaki Yatsu | Erste | Nachfolger: George Takano & Shunji Takano |

| Vorgänger: The Natural Disasters (Earthquake & Typhoon) | Partner: Yoshiaki Yatsu | Zweite | Nachfolger: SWS stellte den Betrieb ein |

| Vorgänger: Terry Funk | Erste | Nachfolger: Fifita war der letzte WCW Hardcore Champion |

| Vorgänger: Luminous Warrior | Erste  | Nachfolger: Trevor Rhodes                      |
| Vorgänger: Griz             | Zweite | Nachfolger: The Barbarian                      |
| Vorgänger: Superstar Steve  | Dritte | Nachfolger: Vakant nach kontroversem Kampfende |

| Vorgänger: Invader #1  | Erste  | Nachfolger: Bob Sweetan |
| Vorgänger: Bob Sweetan | Zweite | Nachfolger: Terry Gibbs |

| Vorgänger: Buddy Landell & Terry Gibbs  | Partner: Gran Apollo | Erste  | Nachfolger: The Medics Medic#1 & Medic#2 |
| Vorgänger: The Medics Medic#1 & Medic#2 | Partner: Gran Apollo | Zweite | Nachfolger: The Medics Medic#1 & Medic#2 |

| Vorgänger: The Medics Medic#1 & Medic#2 | Partner: Hercules Ayala | Erste | Nachfolger: The Super Medicos Super Medico #1 & Super Medico #2 |

| Vorgänger: Demolition Ax & Smash | Partner: André the Giant | Erste | Nachfolger: Demolition Ax & Smash |

## Ehrungen
- Tokyo Sports: Effort Award (1980)
- Pro Wrestling Illustrated: Platz 92 der besten 500 Singlewrestler in PWI 500 (1995)[17]
- Wrestling Observer Newsletter: Worst Worked Match of the Year (1996) mit Ric Flair, Arn Anderson, The Barbarian, Lex Luger, Kevin Sullivan, Z-Gangsta and The Ultimate Solution vs. Hulk Hogan and Randy Savage in a Towers of Doom match at Uncensored
- Pro Wrestling Illustrated: Platz 330 der besten 500 Singlewrestler der PWI Years (2003)[18]
- Cauliflower Alley Club: Tag Team Award (2019) – mit The Barbarian[19]

## Filmografie
ohne Wrestlingauftritte
- 1978: Vorhof zum Paradies (Paradise Alley)
- 1999: Mortal Kombat: Conquest (eine Folge)
- 2006: Vive Guerrero: A Tribute in Memory of Eddie (Dokumentarfilm)
- 2007: Hogan Knows Best (eine Folge)
- 2016: On the Mat (Dokumentarfilm)

## Auftritte in Videospielen
- 1998: WCW/nWo Revenge
- 1998: WCW/nWo Thunder (1998)
- 2002: WWE Raw (2002)
- 2015: WWE 2K16 (2015)